# Желудки (Кировская область)
Желудки — упразднённая в 1994 году деревня в Арбажском районе Кировской области. Входила в год упразднения в состав Верхотульского сельсовета. Ныне урочище на территории Арбажского муниципального округа.

## География
Находился в юго-западной части области, в зоне хвойно-широколиственных лесов, к западу от автодороги Р176.

### Географическое положение
В радиусе трёх километрах находились и находятся следующие населённые пункты:
- д. Машкины (→ 1.6 км)
- д. Серяки (← 2.5 км)
- с. Верхотулье (↖ 2.6 км)
- д. Жеребцовы (↓ 2.6 км)
- д. Илюхи (→ 2.7 км)
- д. Малахи (↓ 3 км)

## Климат
Климат характеризуется как умеренно континентальный, с умеренно холодной снежной зимой и тёплым летом. Среднегодовая температура — 2 °C. Абсолютный минимум температуры воздуха самого холодного месяца (января) составляет −47 °C; абсолютный максимум самого тёплого месяца (июля) — 40 °C. Годовое количество атмосферных осадков — 527 мм, из которых 354 мм выпадает в период с апреля по октябрь.

## Топоним
Безводная (Верхоломский, Желудки) - в Списке населённых мест Вятской губернии 1859-1873 гг.
Безводно-Верхотинская; Желудкова - в «Книга Вятских родов» В.А.Старостина, содержащей  реестр селений и жителей на 1891 год.
Безводно-Верхоломская (Желудки) - в Списке населённых мест Вятской губернии 1905 г.
Желудки, Верхо-Ломовская, Безводно-Верхотинский - в Списке населённых мест Вятской губернии по переписи населения 1926 г.
Топоним Желудки  устоялся после Списка населённых пунктов Кировской области 1939 г. 

## История
Снята с учёта 22.11.1994.

## Население
По переписи населения 1926 г. 	в 59 хозяйствах проживали 291 человек, из них	126 мужчин,	165 женщин.	
Согласно Списку населённых пунктов Кировской области на 01.01.1950 г. в 37 хозяйствах проживали 113 человек. 
Данным Всесоюзной переписи населения 1989 года по деревне нет.

## Инфраструктура
Было личное подсобное хозяйство.

## Транспорт
Просёлочные дороги от села Верхотулье и к автотрассе Р176.